# Hertig av Abercorn
Abercorn, adelstitel (baron, earl, markis, hertig av Abercorn) för en gren av den skotska ätten Hamilton.